# 리코셰
리코셰(Ricochet, 본명: 트레버 맨, 본명 영어: Trevor Mann, 1988년 10월 11일 ~ ) 미국의 남자 프로레슬링선수이다. 키는 172.9cm 몸무게는 89kg이다. 그가 2003년 프로레슬링 입문으로 예전 링네임이 프린스 푸마(Prince Puma)와 헬리오스(Helios)가있다. 그리고 WWE 링네임은 리코셰(Ricochet)라고 부른다. 피니쉬는 육백삼십도 센턴, 헬리오센트릭시티(점핑 코크스크류 슈팅 스타 프레스), 스카이 이즈 폴링(메테오라), 버티고(스피닝 리버스 바디 슬램 파일드라이버), 다이빙 로프워크 섬머솔트 레그 드롭, 더블 로테이션 문설트, 킹스 랜팅(스피닝 리프팅 에스티오), 베나드릴러(파이어맨즈 캐리 드롭 라운드하우스 킥), 베나드릴러 이포인트(파이어맨즈 캐리 오버헤드 킥), 코크스크류 슈팅 스타 프레스, 피플즈 문설트(문설트), 런닝 인버티드 코드브레이커(런닝 인버티드 더블 니 페이스브레이커)이 있다.

## Professional wrestling highlights
- Finishing moves
  - As Helios
    - 630° senton
    - Heliocentricity (Jumping corkscrew shooting star press)
    - The Sky is Falling (Meteora)

  - Signature movers
    - Burning Screwdriver (Cobra clutch backbreaker followed by a spin-out cobra clutch slam)
    - Cannonball
    - Jumping backslide transitioned into a piledriver
    - Multiple kick variations
      - Overhead
      - Corner slingshot somersault drop
      - Running crane
      - Spinning somersault scissors

    - Rolling tornado DDT
    - Springboard corkscrew 450° leg drop
- Finshing moves
  - As Prince Puma
    - 630° senton
    - Spinning reverse body slam piledriver

  - Signature movers
    - Jumping backslide transitioned into a piledriver
    - Multiple kick variations
      - Overhead
      - Corner slingshot somersault drop
      - Running crane
      - Spinning somersault scissors

    - Rolling tornado DDT
    - Springboard corkscrew 450° leg drop
- Finshing moves
  - As Ricochet
    - 630° senton
    - corkscrew shooting star press
    - Diving ropewalk somersault leg drop
    - Double rotation moonsault - 2005-2013
    - Kings Landing (Spinning lifting reverse STO)
    - Benadryller (Fireman's carry dropped roundhouse kick) - 2014-2018
    - Benadryller 2point (Fireman's carry dropped overhead kick) - 2015-2018
    - People's Moonsault (Moonsault, with theatricality)
    - Running inverted Codebreaker (Running inverted double knee facebreaker)
    - Vertigo (Spinning reverse body slam piledriver)

  - Signature moves
    - Backslide Driver (Jumping backslide transitioned into a piledriver)
    - Multiple kick variations
    - Multiple kick variations
      - Overhead
      - Corner slingshot somersault drop
      - Running crane
      - Spinning somersault scissors

    - Over the top rope no-handed corkscrew moonsault plancha
    - Rickrack (Spinning reverse bulldog)
    - Rolling tornado DDT
    - Springboard corkscrew 450° leg drop

- Managers
  - Konnan

- Entrance themes
  - "Bricks" by Rise Against
  - "FCPREMIX" of The Fall of Troy
  - "Mouth for War" by the Panther
  - "Ready to Fall" by Rise Against
  - "Wave of Mutilation" by Pixies
  - "Boom Boom" by Chayanne
  - "White Ghetto" by Teenage Rehab
  - "The Future of Flight" by Yosuke Kitamura
  - "Behind Bars" by Auracle (NXT, 2 February 2018-28 March 2018)
  - "One and Only" by CFO$ (NXT/WWE; 7 April 2018-present)

## 수상
- 영 라이언스 컵 브이 (1회)
- 월드 오픈 더 브레이브 게이트웨이트 챔피언 (1회)
- 월드 오픈 더 드림 게이트웨이트 챔피언 (1회)
- 월드 오픈 더 트라이앵글 게이트웨이트 챔피언 (1회) - 치머 앤드 드래곤 키드
- 월드 오픈 더 트윈 게이트웨이트 챔피언 (2회) - 치머 (1회), 도이 나루키 (1회)
- 킹 오브 게이트 (2013)
- 월드 오픈 더 프리덤 게이트웨이트 챔피언 (1회)
- 월드 오픈 더 유나이티드 게이트 챔피언 (2회) - 치머 (1회), 요시노 마사토 (1회)
- HOG 월드 헤비웨이트 챔피언 (1회)
- HOG 월드 헤비웨이트 챔피언 토너먼트 (2014)
- IPW 월드 주니어 헤비웨이트 챔피언 (1회)
- IPW 월드 주니어 헤비웨이트 챔피언 토너먼트 (2010)
- 월드 루차 언더그라운드웨이트 챔피언 (1회)
- 월드 루차 언더그라운드 트리오웨이트 챔피언 (2회) - 드래곤 애즈테커 주니어 (1회), 레이 미스테리오 (1회)
- 아즈택 워페어 원
- 쿠에토 컵 (2017)
- IWGP 월드 주니어 헤비웨이트 태그팀웨이트 (3회) - 맷 사이달 (2회), 타구치 류스케 (1회)
- 월드 네버 오우펀웨이트 식스맨 태그팀웨이트 챔피언 (3회) - 맷 사이달 앤드 코지마 사토시 (1회), 데이브 핀레이 앤드 코지마 사토시 (1회), 타나하시 히로시 앤드 타구치 류스케 (1회)
- 베스트 오브 더 슈퍼 주니어스 (2014)
- 슈퍼 주니어 태그 토너먼트 (2015) - 맷 사이달
- PWG 월드 챔피언 (1회)
- 배틀 오브 로스 앤젤러스 (2014, 2017)
- PWI 랭크드 힘 #15 오브 더 탑 500 싱글즈 레슬링 인 더 PWI 500 인 2016
- 월드 언디스퓨티드 브리티쉬 태그팀웨이트 챔피언 (1회) - 리치 스완
- 매치 오브 더 이열 (2013) - 리치 스완 VS 도우조우 브로우즈 (에디 에드워즈 앤드 로더릭 스트롱) 앤드 영 벅스 (맷 잭슨 앤드 닉 잭슨) 2013년 8월 9일
- 매치 오브 더 이열 (2016) - 맷 사이달 앤드 윌 오스프레이 VS 애덤 콜 앤드 영 벅 스 (맷 잭슨 앤드 닉 잭슨) 2016년 9월 3일
- 레슬러 오브 더 이열 (2014)
- WSW 월드 헤비웨이트 챔피언 (1회)
- 베스트 플라잉 레슬러 (2011, 2014, 2015)
- 베스트 레슬링 매뉴버 (2010, 2011) 더블 로우테이션 문설트
- WWE 인터콘티넨탈 챔피언 (1회)
- WWE 월드 유나이티드웨이트 챔피언 (1회)
- WWE NXT 월드 노스 아메리칸웨이트 챔피언 (1회)
- WWE 스피드 챔피언 (1회)
- WWE NXT 이열-앤드 어워드 포어 브레이카우트 스타 오브 더 이열 (2018)